# Arrows A1
O  A1/A1B  é o modelo da Arrows das temporadas de 1978 e 1979 da Fórmula 1. Condutores: Riccardo Patrese, Rolf Stommelen e Jochen Mass.

## Resultados[1][2]
(legenda)
| Ano  | Chassi | Motor                | Pneus | N° | Pilotos          | 1   | 2   | 3   | 4   | 5   | 6   | 7   | 8   | 9   | 10  | 11  | 12  | 13  | 14  | 15  | 16  | Pontos  | Posição |  |
| ---- | ------ | -------------------- | ----- | -- | ---------------- | --- | --- | --- | --- | --- | --- | --- | --- | --- | --- | --- | --- | --- | --- | --- | --- | ------- | ------- |  |
|      |        |                      |       |    |                  |     |     |     |     |     |     |     |     |     |     |     |     |     |     |     |     |         |         |  |
|      |        |                      |       |    |                  | ARG | BRA | RSA | USW | MON | BEL | SPA | SWE | FRA | GBR | GER | AUT | NED | ITA | USA | CAN |         |         |  |
| 1978 | A1     | Ford Cosworth DFV V8 | G     | 35 | Riccardo Patrese |     |     |     |     |     |     |     |     |     |     |     | Ret | Ret | Ret |     | 4   | 31 (11) | 10º     |  |
| 1978 | A1     | Ford Cosworth DFV V8 | G     | 36 | Rolf Stommelen   |     |     |     |     |     |     |     |     |     |     |     | NPQ | NPQ | NPQ | 16  | NPQ | 31 (11) | 10º     |  |
|      |        |                      |       |    |                  |     |     |     |     |     |     |     |     |     |     |     |     |     |     |     |     |         |         |  |
|      |        |                      |       |    |                  | ARG | BRA | RSA | USW | SPA | BEL | MON | FRA | GBR | GER | AUT | NED | ITA | CAN | USA |     |         |         |  |
| 1979 | A1B    | Ford Cosworth DFV V8 | G     | 29 | Riccardo Patrese | DNS | 9   | 11  | Ret | 10  | 5   | Ret |     |     |     |     |     |     | Ret |     |     | 32 (5)  | 9º      |  |
| 1979 | A1B    | Ford Cosworth DFV V8 | G     | 30 | Jochen Mass      | 8   | 7   | 12  | 9   | 8   | Ret | 6   |     |     |     |     |     |     |     |     |     | 32 (5)  | 9º      |  |

↑1  Do GP do Brasil até Alemanha utilizou o chassi FA1 marcando 8 pontos (11 no total).
↑2  Do GP da França até os Estados Unidos utilizou o chassi A2 marcando 2 pontos (5 no total). No Canadá apenas Mass utilizou-o.